# Клімешть (Бакеу)
Клімешть, Клімешті (рум. Climești) — село у повіті Бакеу в Румунії. Входить до складу комуни Берешть-Бістріца.
Село розташоване на відстані 260 км на північ від Бухареста, 18 км на північ від Бакеу, 74 км на південний захід від Ясс.

## Населення
За даними перепису населення 2002 року у селі проживали 322 особи, з них 317 осіб (98,4%) румунів. Усі жителі села рідною мовою назвали румунську.